# Yach Film 2007
16. Festiwal Polskich Wideoklipów Yach Film 2007 – festiwal odbył się w dniach 18-21 października 2007 roku.

## Grand Prix
Opracowano na podstawie materiału źródłowego.
- Maciej Szupica, Przemysław Adamski - Pink Freud "Dziwny jest ten kraj"
  - Michał Poniedzielski, Remigiusz Wojaczek - O.S.T.R. feat. Craig G "Brother On The Run"
  - Tomasz Sikora - Grzegorz Turnau "Motorek"
  - Marek Gajczak - Agressiva 69 "Jeden dzień"
  - Damian Styrna - Raz, Dwa, Trzy "Jesteśmy na wczasach"
  - Anna Maliszewska - Kasia Nosowska "Era Retuszera"

## Reżyseria
Opracowano na podstawie materiału źródłowego.
- Grzegorz Nowiński - The Car Is On Fire "Can't cook"
  - Damian Styrna, Eliasz Styrna - Raz Dwa Trzy "Jesteśmy na wczasach"
  - Kobas Laksa - PLASTIC "Superstar"
  - Marek Gajczak - Agressiva 69 "Jeden dzień"
  - Michał Poniedzielski, Remigiusz Wojaczek - O.S.T.R. feat. Craig G "Brother on the run"
  - Łukasz Jankowski - Maciek Maleńczuk "Santa Maria Loei"

## Scenariusz
Opracowano na podstawie materiału źródłowego.
- Tomasz Sikora - Grzegorz Turnau "Motorek"
  - Grzegorz Nowiński- The Car Is On fire "Can t cook"
  - Barbara Świąder - Von Zeit "Niezapomniane chwile"
  - Maciek Szupica, Przemysław Adamski - DJ Vadim "Black is the night"
  - Maciej Szupica, Przemysław Adamski - Pink Freud "Dziwny jest ten kraj"
  - Antoni Bankowski - Agressiva 69 "In your eyes" feat Wayne Hussey

## Zdjęcia
Opracowano na podstawie materiału źródłowego.
- Marek Gajczak - Agressiva 69 "Jeden Dzień"
  - Bartek Bujko Gural, Fokus, Grubson - Kodex3 "Wyrok"
  - Mikołaj Górecki - Sweet Noise "Sympathy for the devil part 666"
  - Jacek Kościuszko - Lipali "Sen o lepszym dniu"
  - Wojciech Zieliński - Monika Brodka "Miał być ślub"
  - Piotr Szczepański - Marcin Rozynek "O takich jak ty i ja"

## Montaż
Opracowano na podstawie materiału źródłowego.
- Jacek Kościuszko - PLAY "Ready to dance"
  - Marek Gajczak, Wojciech Słota - Agressiva 69 "Jeden dzień"
  - Krzysztof Wasielewski, Sebastian Perchel, Damian Styrna, Robert Bigos - Raz, dwa, trzy "Jesteśmy na wczasach"
  - Grzegorz Nowiński - The Car Is On Fire "Oh Joe"
  - Dariusz Szermanowicz - MANAGGA "Czaj czaj"
  - Łukasz Jankowski - Maciek Maleńczuk "Santa Maria Loei"

## Plastyczna aranżacja przestrzeni
Opracowano na podstawie materiału źródłowego.
- Grzegorz Nowiński - The Car is On Fire "Oh Joe"
  - Andrzej Sobolewski - Pink Freud "Dziwny jest ten kraj"
  - Bodo Kox, Jacek Chamot, Łukasz LUC Rostkowski - LUC. feat Ńemy "Stan haelucynogenny"
  - Krzysztof Ostrowski - Marcin Rozynek "O takich jak ty I ja"
  - Olga Lustych, Dorota Kudła - PLASTIC "Superstar"
  - Rafał Sadowy - MANAGGA "Czaj czaj"

## Animacja
Opracowano na podstawie materiału źródłowego.
- Michał Poniedzielski, Remigiusz Wojaczek - O.S.T.R. feat. Craig G "Brother On The Run"
  - Tomek Niedźwiedź, Kasia Garstka - 1984 "Całe miasto śpi"
  - Adam Wyrwas - AGRESSIVA 69 "In your eyes feat W. Hussey"
  - Maciej Salamon, Maciek Szupica, Przemysław Adamski - DJ VADIM "Black Is The Night"
  - Kasia Garstka, Grzegorz Paluch, Tomasz Niedźwiedź - RENI JUSIS "Motyle"
  - Leszek Molski, Rymwid Błaszczyk - SOOMOOD "Soomood"

## Kreacja aktorska
Opracowano na podstawie materiału źródłowego.
- Łukasz L.U.C Rostkowski - Łukasz L.U.C Rostkowski feat. Leszek Możdżer i Igor Pudło "Pukagastrofazy Godzina"
  - Piotr Glaca Mohamed - Sweet Noise "Sympathy For The devil part 666"
  - Kasia Nosowska - Kasia Nosowska "Era retuszera"
  - Wojciech Cichański - Grzegorz Turnau "Motorek"
  - Maciej Wilewski - Kosmofski i Muniek "Taniec Weselny"
  - Krzysztof Leon Dziemaszkiewicz i Magda Frąckiewicz - DJ VADIM "Black Is The Night"

## Inna energia
Opracowano na podstawie materiału źródłowego.
- Barbara Świąder - Von Zeit "Niezapomniane chwile"
  - Katarzyna Garstka - 1984 "Całe miasto śpi"
  - Kobas Laksa - PLASTIC "Superstar"
  - Maciej Szupica, Przemysław Adamski - PINK Freud "Dziwny jest ten kraj"
  - Łukasz Tunikowski - L.U.C. feat Leszek Możdżer i Igor Pudło "Pukagastrofazy Godzina"
  - Dariusz Szermanowicz - HABAKUK "Mury"

## Yach Publiczności
Opracowano na podstawie materiału źródłowego.
- Damian Styrna, Eliasz Styrna, Robert Bigos - Raz Dwa Trzy "Jesteśmy na wczasach"

## Yach Internautów
Opracowano na podstawie materiału źródłowego.
- Wojciech Zieliński - Monika Brodka "Miał być ślub"